# 札幌短期大学
札幌短期大学（さっぽろたんきだいがく、英語: Sapporo Junior College）は、北海道札幌市中央区南8条西16丁目に本部を置いていた日本の私立大学である。1950年に設置され、1979年に廃止された。大学の略称は札短。

## 概要

### 大学全体
- 北海道札幌市中央区に所在した日本の私立短期大学で、設置主体は学校法人明和学園[1]
- 札幌文科専門学院の伝統を継承し、国内で最初に認可された短期大学149校[注 1]の1校として、1950年に1学科80名体制で開学した[2]。初代学長は苫米地英俊[注 2]。
- 大学設置に当たっては北海短期大学と設置の是非を巡り揉めた一幕も遭った[3]が、短期大学への昇格は、在学生をはじめ学内外関係者の不屈の闘志や情熱の賜物であった。
- 学科数及び入学定員は開学から変化なし。
- 1976年度の入学生を最後に[注釈 1]、1979年に短期大学としての使命を終える[6]

### 教育および研究
- 英語、英語購読、英米文学などの英語科目、経済原論、簿記原理、販売管理論、商業通論、労務管理、監査論などの商業科目の他、日本文学、国文学、ドイツ語、中国語、仏語、などの語学、また哲学、林業論、民法、労働法、社会思想史、生物学など、あるいはタイプライター実習など多岐に渡って科目が展開されていた。

### 学風および特色
- 入学資格認定試験制度があった。

## 沿革
- 1946年 札幌文科専門学院が創設。
- 1949年
  - 10月 文部省[注釈 2]に短期大学[注 4]の設置認可に関する申請を以下の通り行う[注 5]。なお、学科・専攻は以下の通りとなっている[注 6]。
    - 商業経済科 
      - 第一部 入学定員100
      - 第二部 入学定員100

    - 英文科
      - 第一部 入学定員50
      - 第二部 入学定員50
- 1950年
  - 3月14日 左記を以て短期大学の設置が文部省[注釈 2]より認可される。但し、以下の通り変更あり[12][13]。
    - 商業経済科 
      - 第一部→商業科 入学定員100
      - 第二部 入学定員100→不認可

    - 英文科
      - 第一部→英文科 入学定員50
      - 第二部 入学定員50→不認可

  - 4月1日 左記を以て札幌短期大学が上記の学科体制にて開学する[注 7]。
    - 商業科
- 1951年
  - 4月1日 以下の学科が増設[16]。
    - 商業科第二部 入学定員80名
- 1954年
  - 4月 商業科第二部に教職課程開設。
  - 5月1日 学生数[17]/定員
    - 英文科 77[注 8]/100
    - 商業科
      - 第一部 267[注 9]/200
      - 第二部 265[注 10]/160
- 1955年
  - 9月 札幌市中央区南8条西16丁目の新校舎を収得。
  - 10月 中島池畔の旧校舎から移転
- 1956年
  - 10月 図書館を開設。開学10周年式典挙行
- 1957年
  - 4月1日 札幌短期大学経営研究所を開設[18]。
- 1963年
  - 4月 経営研究所を改組し、産業経済研究所を開設[19]
- 1964年
  - 3月 札幌短期大学生活協同組合設置が認可される。
- 1976年
  - 4月1日 この年度をもって全学科学生募集が最終となる[注釈 1]。
  - 5月1日 学生数[20]/定員
    - 英文科 233[注 11]/100
    - 商業科
      - 第一部 519[注 12]/200
      - 第二部 263[注 13]/160
- 1977年
  - 5月1日 学生数[21]/定員
    - 英文科 103[注 14]/50
    - 商業科
      - 第一部 273[注 15]/100
      - 第二部 118[注 16]/80
- 1978年
  - 5月1日 学生数[22]/定員
    - 英文科 0/-
    - 商業科
      - 第一部 5[注 17]/-
      - 第二部 2[注 18]/-
- 1979年
  - 6月5日 左記を以て正式に廃止し、産業経済研究所は札幌商科大学に移転するも活動休止[6]。

## 基礎データ

### 所在地
- 北海道札幌市中央区南8条西16丁目

### 象徴
- 札幌短期大学のカレッジマークは右記の資料にあり[23]。

## 教育および研究

### 組織

#### 学科
- 英文科 入学定員50名
- 商業科
  - 第一部 入学定員は100名
  - 第二部 入学定員80名

#### 専攻科
- なし

#### 別科
- なし

#### 取得資格について
教職課程
- 中学校教諭二級免許状
  - 英語：英文科にて設置されていた[23]。
  - 職業：商業科（第一部。第二部）にて設置されていた[24]。
- 高等学校教諭免許状も当初、設置されており、科目は以下の通り[25]。
  - 英語：英文科
  - 職業：商業科（第一部。第二部）

#### 附属機関
- 産業経済研究所
- 電子計算機センター

### 研究
- 『札幌短期大学論集』[26]
- 札幌短期大学文泉学会『Literature』[27]ほか[注 19]

## 学生生活

### 部活動・クラブ活動・サークル活動
- 札幌短期大学で活動していたクラブ活動：サークルは軽音楽部、美術部、社交ダンス部、漕艇部、ギター・マンドリン同好会、陸上競技部、ヨット部、英語研究部、経営学研究会、山岳部、卓球部、演劇部、弁論部などが活動していた。
- 1975年7月26日、笹岡征雄教授の指導の下、当時の女子学生ら6名が日本競技連盟公認コースとして網走市市役所から大空町までの区間の42.195キロを完走し、女子初のフルマラソンとして記録された。また、日本女子マラソン発祥の地として2014年10月札幌学院大学建学記念館横に記念パネルが設置された。[29]

## 大学関係者と出身者

### 歴代学長
- 苫米地英俊（1950.4 - 1953.3）
- 中島九郎（学長事務取扱　1953.4 - 1953.9）
- 宮脇富（1953.10 - 1958.3）
- 土屋四郎（1958.4 - 1964.10）
- 室谷賢治郎（1964.11 - 1967.8）
- 小林傭佶（1967.9 - 1971.3）
- 村岡重夫（1971.4 - 1979.3）

### 出身者
- 赤尾昭彦 - セイコーマート元会長
- 板谷利雄 - 北海道長沼町元町長
- 伊藤徹 - 北海道新聞元常務
- 桜庭康喜 - 北海道名寄市元市長
- 似鳥昭雄 - ニトリホールディングス社長
- 東原俊郎 - 太陽グループ社長

## 大学の組織
- 札幌短期大学の同窓会は「文泉会」と称する。現在は「札幌学院大学」構内に文泉会事務局がある。

## 施設

### キャンパス
- 1955年10月に約1千坪の土地と木造校舎を取得し、中島池畔の旧校舎から、閑静な山鼻の新天地に移転した。買収価格の半額分の寄付金の獲得には、学生の協力が大きかった。之に拠って本学は四年制大学設置の血路を切り開いていく。

### 学生食堂
- 札幌短期大学の学生食堂（学食）は当時、「北海道大学生活協同組合」が運営していた。

## 対外関係

### 系列校
- 札幌学院大学

## 卒業後の進路について

### 就職について
- 一般企業への就職者が多く、一例として内田洋行・旭川信用金庫・朝日生命保険・江差信用金庫・鹿島建設・熊谷組・札幌信用金庫・全日本空輸・ニッカウヰスキー・北海道銀行などがある。

### 編入学･進学実績
- 併設の札幌商科大学ほか北海学園大学への編入学実績があった。